# Michał Kucharczyk
Michał Kucharczyk (Varsovia, Polonia, 20 de marzo de 1991) es un futbolista polaco que juega en la posición de centrocampista ofensivo. Desarrolló la mayor parte de su carrera profesional en el Legia de Varsovia, club donde acumuló 350 partidos disputados y 71 goles. También jugó en el FC Ural Ekaterimburgo de Rusia, el FC Pajtakor Tashkent de Uzbekistán y en el Pogoń Szczecin de la Ekstraklasa polaca. Fue internacional con la selección absoluta de Polonia en nueve ocasiones.

## Carrera
Michał Kucharczyk comenzó en las categorías inferiores del Świt Nowy Dwór Mazowiecki de su ciudad natal. En 2009 firmó por el Legia de Varsovia pero fue cedido de nuevo al Świt Nowy Dor después de que éste ascendiera a la II Liga. Regresó al Legia en la temporada 2010-11, anotando su primer gol ante el Lech Poznań el 24 de septiembre de 2010. En mayo de 2019, tras una década defendiendo la elástica de la capital, decide rescindir su contrato con el club polaco, a la espera de nuevas ofertas. Se marchó de la entidad Wojskowi tras proclamarse campeón de liga en cinco ocasiones y alzar la Copa de Polonia en seis finales.
El 22 de julio de 2019 se oficializó su traspaso al F. C. Ural Ekaterimburgo de la Liga Premier de Rusia, firmando hasta 2020 con el club ruso. Tras disputar únicamente una temporada en el conjunto ruso, regresó a Polonia para jugar en el Pogoń Szczecin. Volvió a salir del país en 2023 tras anunciarse su fichaje por el F. C. Pajtakor Tashkent. Con el equipo uzbeko se proclamó campeón de la Super Liga de Uzbekistán en 2023. El 7 de febrero de 2024 se anunció su regreso al Legia de Varsovia, incorporándose al equipo filial en la III Liga hasta 2025. El 24 de mayo de 2025 jugó su último partido con el primer equipo del Legia, en el empate por 2-2 frente al Stal Mielec en el Estadio del Ejército Polaco, en la última jornada de la temporada 2024-25. En verano de 2025 retornó al Świt Nowy Dwór Mazowiecki, mismo equipo donde debutó como profesional en 2008.

## Selección nacional
Kucharczyk debutó con la selección absoluta polaca el 6 de febrero de 2011 en un partido amistoso ante Moldavia. Previamente ya había debutado con la selección sub-20, donde había sido convocado en dos ocasiones, marcando un gol. Entre 2011 y 2015 acumuló nueve convocatorias con la selección polaca, marcando un gol frente a Noruega en un partido amistoso celebrado en Abu Dabi, Emiratos Árabes Unidos.
| N.º | Fecha               | Estadio                       | Oponente | Gol | Resultado | Competición      |
| --- | ------------------- | ----------------------------- | -------- | --- | --------- | ---------------- |
| 1.  | 18 de enero de 2014 | Estadio Jeque Zayed, Abu Dabi | Noruega  | 2–0 | 3–0       | Partido amistoso |

## Palmarés

### Títulos nacionales
Legia de Varsovia
- Ekstraklasa (5): 2012–13, 2013–14, 2015–16, 2016–17, 2017–18.
- Copa de Polonia (6): 2010–11, 2011–12, 2012–13, 2014–15, 2015–16, 2017–18.

FC Pajtakor Tashkent
- Super Liga de Uzbekistán (1): 2023.